# Xavier Aliaga

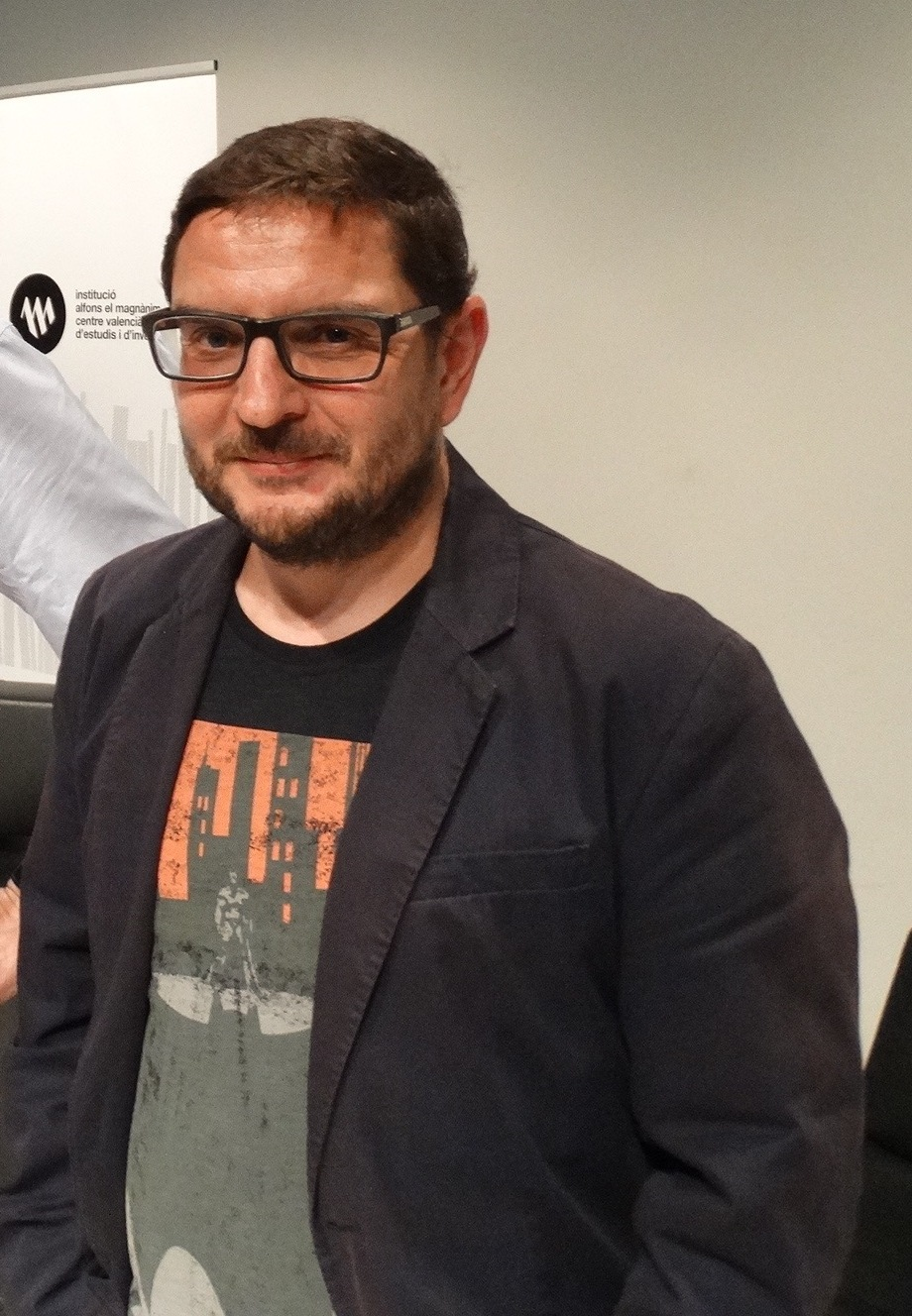

Xavier Aliaga Villora (Madrid, 10 de abril de 1970) es un periodista y escritor español en lengua catalana.

## Biografía
Aunque nacido en Madrid, creció en la localidad valenciana de Játiva. Estudió Filología catalana y, como periodista, ha trabajado para diferentes medios de comunicación de la Comunidad Valenciana como El País o Diario Levante. Como autor, ha publicado la novela Si no ho dic rebente, por la que ganó la séptima edición del premio de narrativa «Vila de la Lloseta», (Mallorca). En 2008 ganó el Premio Andròmina de narrativa con Els neosn de Sodoma, uno de los más importantes galardones literarios en lengua catalana de la Comunidad Valenciana y en 2011 resultó ganador del Premio Joanot Martorell de narrativa de Gandia con la novela Vides desafinades. Con El meu nom no és Irina, su obra más reconocida, ha ganado el Premio de la Crítica de los Escritores Valencianos y el Premio Samaruc de la Asociación de Bibliotecarios Valencianos, ambos en 2014.